# Masontown (West Virginia)
Masontown is een plaats (town) in de Amerikaanse staat West Virginia, en valt bestuurlijk gezien onder Preston County.

## Demografie
Bij de volkstelling in 2000 werd het aantal inwoners vastgesteld op 647.
In 2006 is het aantal inwoners door het United States Census Bureau geschat op 655, een stijging van 8 (1,2%).

## Geografie
Volgens het United States Census Bureau beslaat de plaats een oppervlakte van
0,7 km², geheel bestaande uit land. Masontown ligt op ongeveer 549 m boven zeeniveau.

## Plaatsen in de nabije omgeving
De onderstaande figuur toont nabijgelegen plaatsen in een straal van 16 km rond Masontown.